# Kloster Pernau
Das Kloster Pernau (Pornó, Pern; Bernau) ist eine ehemalige Zisterzienserabtei, deren Stätte heute im Burgenland in Österreich, in Deutsch-Schützen beim Gehöft Althof im Tal der Pinka in einer Flussschlinge nahe der Grenze zu Ungarn liegt. Den Namen Pernau bewahrt heute der unmittelbar jenseits der Grenze gelegene Ort Pornóapáti.

## Geschichte

### Zisterzienserkloster
Das Kloster wurde als Benediktinerniederlassung im Jahr 1219 von Banus Chepan aus dem Geschlecht der Ják als Eigenkloster gestiftet und 1234 als Tochterkloster von Kloster Szentgotthárd (Ungarn) in den Zisterzienserorden inkorporiert. Es gehörte somit der Filiation der Primarabtei Clairvaux an. 1327 sprach König Karl I. das Patronatsrecht der von den Jákern abstammenden Familie Sitkey zu, es ging aber 1455 an den Söldnerführer Berthold von Ellerbach über. Zum Gut des Klosters gehörten die Dörfer Pernau (Pornó), Großdorf (Keresztes), Unterbildein (Alsó Beled), Höll und Allerheiligen (Pinkamindszent). Zum Kloster gehörten auch eine Grangie sowie zwei Mühlen an der Pinka in Allerheiligen und Pernau. Das Kloster besaß auch Weinberge in Deutsch-Großdorf am Eisenberg. 1526 wurde das Kloster wegen der Türkengefahr von den Mönchen verlassen.

### Nachnutzung
1552 wurde die Anlage befestigt. 1593 wurde die Klosterherrschaft dem Domkapitel von Zagreb (Agram) übertragen. Das Kloster war zu diesem Zeitpunkt noch intakt. 1605 gab Kaiser Rudolf die Herrschaft an Ferdinand Lang von Langenfels, den Sohn seines Kammerdieners Philipp Lang von Langenfels. 1609 ging sie an den Grafen Georg Draskovich, den Bischof von Győr, der den Titel abbas Pornensis führte, und das Kloster 1640/43 an die Jesuiten von Sopron (Ödenburg) übergab, die bis zur Aufhebung des Jesuitenordens im Jahr 1773 blieben. 
Anschließend wurde die Herrschaft dem Studienfonds eingegliedert, aber 1803 an den Grafen Carl Esterházy verkauft. Von diesem ging sie 1825 an den Fürsten Johann von Liechtenstein und 1832 an Erzherzog Franz von Modena über, von dem sie an die Wittelsbacher kam, in deren Händen sie bis in jüngste Zeit verblieb. Im 17. und 18. Jahrhundert verfiel die Anlage und 1799 wurden die noch vorhandenen Reste abgebrochen. Das Baumaterial wurde zum Teil für das Rathaus von Pornóapáti verwendet.

## Bauten und Anlage

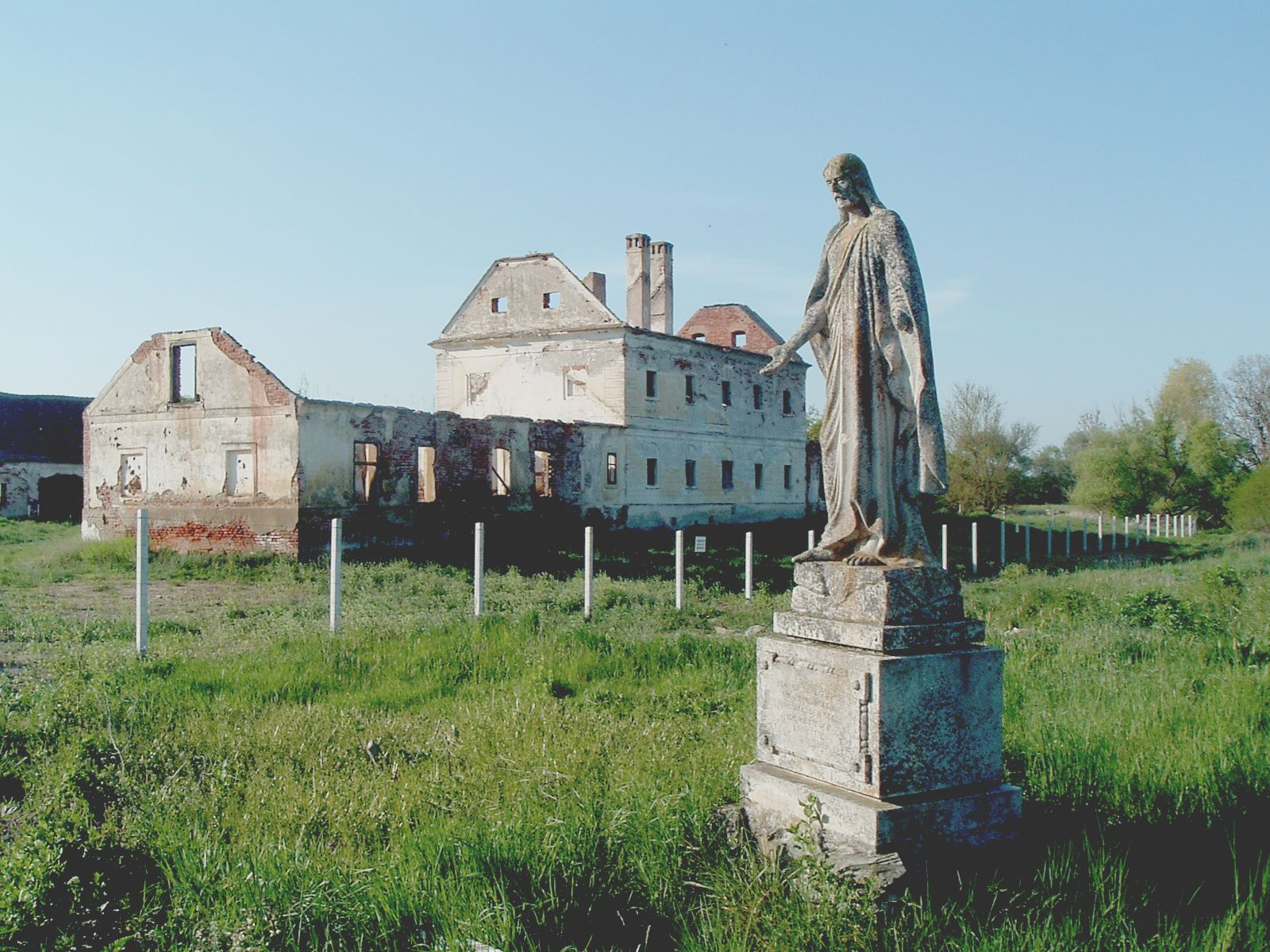
Ruinen von Ómajor

Als letzter Überrest des Klosters ist in der Pfarrkirche von Pornóapáti ein als Weihwasserbecken verwendetes Kapitell erhalten.
Daneben stehen noch die Ruinen von Ómajor auf ungarischer Seite.